# Mistrzostwa Europy w Wioślarstwie 1920
22. Mistrzostwa Europy w Wioślarstwie odbyły się w dniu 15 sierpnia 1920 r. we francuskim Mâcon (po raz 2. w historii). Zawodnicy rywalizowali w 5 konkurencjach wioślarskich na przepływającej przez miasto rzece Saonie.

## Medaliści
| Konkurencja                 | Złoto | Srebro | Brąz | Źródło      |
| --------------------------- | --- | --- | --- | ----------- |
| M1x (jedynka)               | Max Schmid | Giovanni di Vaio | Jacques Haller | [ 1 ]       |
| M2x (dwójka podwójna)       | Francja Alfred Plé · Gaston Giran | Szwajcaria Wilhelm Walter · Karl Schöchlin | Belgia Émile Denis · Paul Wilbrant | [ 2 ] [ 3 ] |
| M2+ (dwójka ze sternikiem)  | Francja Gabriel Poix · Maurice Monney-Bouton · Ernest Barberolle (sternik)                                                                                  | Szwajcaria Édouard Candeveau · Alfred Felber · Paul Piaget (sternik)                                                                          | Belgia Georges van den Bossche · Oscar van den Bossche | [ 4 ] [ 3 ] |
| M4+ (czwórka ze sternikiem) | Szwajcaria Hans Walter · Max Rudolf · Willy Brüderlin · Paul Rudolf · Paul Staub (sternik)                                                                  | Belgia Jean van Silfhout · Oscar Bekaert · Adrien D’Hondt · Robert de Mulder · Jules van Wambeke (sternik)                                    | Francja | [ 5 ]       |
| M8+ (ósemka)                | Szwajcaria Hans Walter · Max Rudolf · Willy Brüderlin · Paul Rudolf · Franz Türler · Charles Freuler · Fran Roesli · Rudolf Bosshard · Paul Staub (sternik) | Belgia Daniël Clarembaux · Jozef Hermans · Charles Lalemand · Gustave de Mulder · Félix Taymans · René Smet · Julien Crickx · Maurice Requilé | Włochy Giuseppe de Col · Michelangelo Bernasconi · Carlo Cosmati · Edoardo Natella · Paolino Porta · Ambrogio Pessina · Enzo Malinverno · Angelo Maiocchi · Plinio Urio (sternik) | [ 6 ]       |

## Klasyfikacja medalowa
| Miejsce | Reprezentacja | Złoto | Srebro | Brąz | Razem |
| ------- | ------------- | ----- | ------ | ---- | ----- |
| 1.      | Szwajcaria    | 3     | 2      | 0    | 5     |
| 2.      | Francja       | 2     | 0      | 1    | 3     |
| 3.      | Belgia        | 0     | 2      | 3    | 5     |
| 4.      | Włochy        | 0     | 1      | 1    | 2     |
| Razem   | Razem         | 5     | 5      | 5    | 15    |